# Eine dynamische Theorie des elektromagnetischen Feldes
Eine dynamische Theorie des elektromagnetischen Feldes (Originaltitel: A dynamical theory of the electromagnetic field) ist die 1864 veröffentlichte dritte Schrift von James Clerk Maxwell zur Elektrodynamik. In dieser Veröffentlichung kamen die ursprünglichen vier Formeln der Maxwellschen Gleichungen das erste Mal vor. Maxwell nutzte das Konzept des Verschiebungsstromes, das er 1861 in seiner Veröffentlichung On physical lines of force eingeführt hatte, zur Herleitung der elektromagnetischen Wellengleichung.

## Maxwells ursprüngliche Gleichungen
In Teil III von Eine dynamische Theorie des elektromagnetischen Feldes mit dem Titel „Allgemeine Gleichungen des elektromagnetischen Feldes“ (Orig.: "General equations of the electromagnetic field") formulierte Maxwell zwanzig Gleichungen. Diese waren als die Maxwellschen Gleichungen bekannt, bis der Begriff von Oliver Heaviside für den Satz der vier vektorisierten Gleichungen angewendet wurde, die Maxwell 1884 in On physical lines of force veröffentlichte.
Von den zwanzig Gleichungen lässt sich nur das gaußsche Gesetz (G) direkt in die moderne Form übertragen. Das Durchflutungsgesetz ist eine Fusion der Maxwellschen Gesetze des Verschiebungsstroms (A) und Ampèreschen Gesetzes (C) und wurde von Maxwell selbst in Gleichung 112 in On physical lines of force durchgeführt. Eine weitere der späteren Maxwellgleichungen, die Quellenfreiheit des magnetischen Feldes, ist eine unmittelbare Folge von (B). Das Induktionsgesetz als letzte der Maxwellgleichungen ist in (D) enthalten, das auch einen Anteil enthält, der die Kräfte auf einen in einem Magnetfeld bewegten Leiter beschreiben soll. Das Gesetz ist aber von Maxwell nicht korrekt formuliert, wenn der letzte Term {\displaystyle \phi } wie von Maxwell angenommen das elektrostatische Potential sein soll. Man erhält die übliche Form, wenn man annimmt, dass sich der Leiter in Ruhe befindet und man auf beiden Seiten der Gleichung (D) die Rotation bildet. Andere von Maxwell aufgeführte Gesetze wie das Kontinuitätsgesetz, das die Ladungserhaltung beschreibt, oder das Ohmsche Gesetz werden nicht mehr zu den heute als Maxwellgleichungen bekannten Gleichungen gezählt.
18 der 20 ursprünglichen Maxwellschen Gleichungen können durch Vektorisierung in sechs Gleichungen zusammengefasst werden. Jede vektorisierte Gleichung entspricht drei ursprünglichen in Komponentenform. Zusammen mit den beiden anderen Gleichungen in moderner Vektornotierung bilden sie ein Set von acht Gleichungen:
(A) Berücksichtigung des Verschiebungsstroms{\displaystyle \mathbf {J} _{\mathrm {tot} }=\mathbf {J} +{\frac {\partial \mathbf {D} }{\partial t}}}
(B) Definition des magnetischen Potenzials{\displaystyle \mu \mathbf {H} =\nabla \times \mathbf {A} }
(C) Ampèresches Gesetz{\displaystyle \nabla \times \mathbf {H} =\mathbf {J} _{\mathrm {tot} }}
(D) Die elektromotorische Kraft auf einen bewegten Leiter nach Maxwell{\displaystyle \mathbf {E} =\mu \mathbf {v} \times \mathbf {H} -{\frac {\partial \mathbf {A} }{\partial t}}-\nabla \phi }
(E) Die Gleichung der elektrischen Elastizität{\displaystyle \mathbf {E} ={\frac {1}{\varepsilon }}\,\mathbf {D} }
(F) Ohm’sches Gesetz{\displaystyle \mathbf {E} ={\frac {1}{\sigma }}\,\mathbf {J} }
(G) Gaußsches Gesetz{\displaystyle \nabla \cdot \mathbf {D} =\rho }
(H) Gleichung der Ladungserhaltung (Kontinuitätsgleichung nach Maxwell){\displaystyle \nabla \cdot \mathbf {J} =-{\frac {\partial \rho }{\partial t}}}
Notation
{\displaystyle \mathbf {H} } ist das magnetische Feld (von Maxwell genannt „magnetische Intensität“).
{\displaystyle \mathbf {J} } ist die elektrische Stromdichte (mit {\displaystyle \mathbf {J} _{\mathrm {tot} }} als der gesamte Strom inklusive des Verschiebungsstroms).
{\displaystyle \mathbf {D} } ist die elektrische Flussdichte (von Maxwell genannt „elektrische Verschiebung“).
{\displaystyle \rho } ist die freie Ladungsdichte („Menge der freien Elektrizität“ nach Maxwell).
{\displaystyle \mathbf {A} } ist das magnetische Vektorpotential („Drehimpuls“ bei Maxwell).
{\displaystyle \mathbf {E} } ist das elektrische Feld (bei Maxwell „Elektromotorische Kraft“).
{\displaystyle \phi } ist das elektrische Potential.
{\displaystyle \sigma } ist die elektrische Leitfähigkeit (Maxwell nannte den Kehrwert der Leitfähigkeit „spezifischen Widerstand“).
Maxwell bezog nicht allgemeine Materialieneigenschaften mit ein; seine ursprüngliche Formulierung setzte lineare, isotrope und nicht-dispersive ε (Permittivität) und μ (Permeabilität) voraus. Allerdings diskutierte er die Möglichkeit von anisotropen Materialien.
Es ist von besonderem Interesse, dass Maxwell den Term {\displaystyle \mu \mathbf {v} \times \mathbf {H} } in seiner Gleichung (D) für die „elektromotorische Kraft“ einfügte. Dieser entspricht der magnetischen Kraft pro Ladungseinheit, die auf einen mit der Geschwindigkeit {\displaystyle \mathbf {v} } bewegten Leiter wirkt. Die Gleichung (D) könnte man als Beschreibung der Lorentzkraft auffassen. Sie kommt das erste Mal vor bei Gleichung (77) in der Veröffentlichung On physical lines of force einige Zeit bevor Lorentz diese Gleichung fand. Üblicherweise schreibt man aber J. J. Thomson (1881) die erste Betrachtung der Kräfte auf eine bewegte Punktladung im Magnetfeld zu. Er leitete noch einen falschen Vorfaktor ab; die korrekte Formel fanden Oliver Heaviside (1889) und Lorentz (1895). Heute wird die Lorentzkraft neben den Maxwell-Gleichungen behandelt, aber nicht als deren Bestandteil.
Als Maxwell in seinem Paper von 1864 die elektromagnetische Wellengleichung herleitete, nutzte er die Gleichung (D) anstatt des Faradayschen Gesetzes der elektromagnetischen Induktion, wie es heute in Lehrbüchern steht. Allerdings ließ Maxwell bei der Herleitung in Gleichung (D) den Term {\displaystyle \mu \mathbf {v} \times \mathbf {H} } fallen.
Eine etwas abgewandelte Liste verwendete Maxwell im zweiten Band seines Treatise on electricity and magnetism von 1873 (Kapitel 9); die Gleichungen von 1865 finden sich dort aber im Wesentlichen wieder. Zusätzlich gibt er eine Behandlung in Quaternionenform, eine damals in England beliebte Alternative zur Vektornotation.

## Licht als elektromagnetische Welle

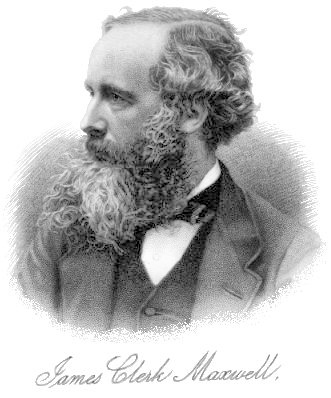
James Clerk Maxwell: Vater der Theorie des Elektromagnetismus

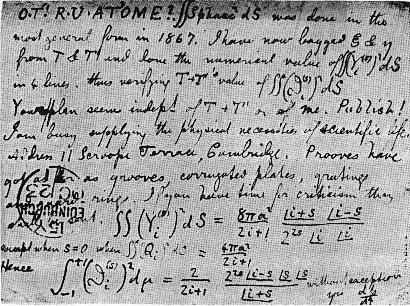
Eine Postkarte von Maxwell an Peter Tait.

In A dynamical theory of the electromagnetic field nutzt Maxwell die Korrektur am Ampèreschen Gesetz aus Teil III von On physical lines of force. In Teil VI seiner Publikation (Kapitel Electromagnetic theory of light) von 1864 kombinierte er den Verschiebungsstrom mit anderen Gleichungen des Elektromagnetismus und erhielt eine Wellengleichung mit einer Geschwindigkeit, die der Lichtgeschwindigkeit entsprach. Dies kommentierte er:

„Die Übereinstimmung der Ergebnisse legen nahe, dass Licht und Magnetismus von ein und derselben Substanz verursacht sind und das sich Licht als eine elektromagnetische Störung durch das Feld entsprechend der elektromagnetischen Gesetze bewegt. (“The agreement of the results seems to show that light and magnetism are affections of the same substance, and that light is an electromagnetic disturbance propagated through the field according to electromagnetic laws.”)“

Maxwells Herleitung der elektromagnetischen Wellengleichung wurde in der modernen Physik durch eine weniger mühsame Methode ersetzt, mit einer korrigierten Version des Ampèreschen Gesetzes und dem Faradayschen Gesetz der elektromagnetischen Induktion.
Die moderne Herleitung der elektromagnetischen Wellengleichung in Vakuum beginnt mit der Heaviside-Form der Maxwellschen Gleichung. In SI-Einheiten geschrieben sind dies:
{\displaystyle \nabla \cdot \mathbf {E} =0}
{\displaystyle \nabla \times \mathbf {E} =-\mu _{0}{\frac {\partial \mathbf {H} }{\partial t}}}
{\displaystyle \nabla \cdot \mathbf {H} =0}
{\displaystyle \nabla \times \mathbf {H} =\varepsilon _{0}{\frac {\partial \mathbf {E} }{\partial t}}}
Nehmen wir die Rotation der Rotationsgleichungen erhalten wir:
{\displaystyle \nabla \times \nabla \times \mathbf {E} =-\mu _{0}{\frac {\partial }{\partial t}}\nabla \times \mathbf {H} =-\mu _{0}\varepsilon _{0}{\frac {\partial ^{2}\mathbf {E} }{\partial t^{2}}}}
{\displaystyle \nabla \times \nabla \times \mathbf {H} =\varepsilon _{0}{\frac {\partial }{\partial t}}\nabla \times \mathbf {E} =-\mu _{0}\varepsilon _{0}{\frac {\partial ^{2}\mathbf {H} }{\partial t^{2}}}}
Mit der Identität der Vektorgleichungen
{\displaystyle \nabla \times \left(\nabla \times \mathbf {V} \right)=\nabla \left(\nabla \cdot \mathbf {V} \right)-\nabla ^{2}\mathbf {V} }
mit {\displaystyle \mathbf {V} } als jede der räumlichen Vektorfunktion, erhalten wir die Wellengleichungen
{\displaystyle {\frac {\partial ^{2}\mathbf {E} }{\partial t^{2}}}\ -\ c^{2}\cdot \nabla ^{2}\mathbf {E} \ =\ 0}
{\displaystyle {\frac {\partial ^{2}\mathbf {H} }{\partial t^{2}}}\ -\ c^{2}\cdot \nabla ^{2}\mathbf {H} \ =\ 0}
mit
{\displaystyle c={\frac {1}{\sqrt {\mu _{0}\varepsilon _{0}}}}=2{,}99792458\times 10^{8}} Meter pro Sekunde
als Vakuumlichtgeschwindigkeit.